# توموتاکا ایمامیچی
توموتاکا ایمامیچی (انگلیسی: Tomotaka Imamichi؛ زادهٔ ۱۲ اکتبر ۱۹۵۹) موسیقی‌دان اهل ژاپن است.